# Fickópataka
Fickópataka (románul: Fițcău) falu Romániában, Maros megyében.

## Története
Magyaró község része. A trianoni békeszerződésig Maros-Torda vármegye Régeni alsó járásához tartozott.

## Népessége
2002-ben 489 lakosa volt, ebből 452 magyar és 37 román  nemzetiségű.

## Vallások
A falu lakói közül 380-an református, 37-en ortodox, 9-en római katolikus, 63-an adventista hitűek.